# Los siete niños de Écija
Los siete niños de Écija va ser una quadrilla de bandolers espanyols, activa a les proximitats d'Écija (Sevilla) entre 1814 i 1818.

## Història
Van iniciar les seves aventures el 1808, com una guerrilla patriòtica formada per lluitar contra les hosts de Napoleó Bonaparte, i d'aquesta guerrilla en sorgiria la quadrilla de bandolers. Sota el comandament del capità Luis de Vargas, es va constituir la primera banda composta, efectivament, per set "nens", que per diferents motius van ser molt perseguits per la justícia: Juan Palomo, Satanás, Malafacha, Cándido, El Cencerro i Tragabuches. Se suposava que la integraven sempre set bandits, que es renovaven a mesura que algun dels membres antics moria o queia pres. Van arribar a dominar la carretera general d'Andalusia, entre Sevilla i Còrdova; però al juliol de 1817, mitjançant un edicte, es va iniciar una campanya contra ells, i en el curs d'un any i mig en van ser capturats set. Tot i això, cap no figurava a l'edicte, tres eren d'Écija i els restants dels voltants.
Van ser executats la major part dels capturats entre els quals figurava Fray Antonio de Legama, a qui es va donar garrot a Sevilla i l'ecijà Francisco Huertas, un bandoler de família noble, a l'execució del qual van assistir totes les autoritats del poble, inclòs el bisbe.
Dels seus caps són coneguts Pablo de Aroca, àlies Ojitos, que va aconseguir escapar a la justícia, i Juan Palomo.

## Integrants
- Luis de Vargas
- Fray Antonio de Legama
- Pablo de Aroca, "Ojitos"
- Juan Palomo
- Satanás
- Malafacha
- Cándido
- El Cencerro
- José Ulloa Tragabuches
- Juan Repiso
- Francisco Huertas
- Juan Antonio Gutiérrez, El Cojo
- Zamarrita
- Flores Arocha

S'ha tret de la llista José María Hinojosa, El Tempranillo, ja que aquest bandoler sembla que va començar les seves aventures en 1820.
De la banda, possiblement en formaren part moltes altres persones no relacionades més amunt. Segons la sentència d'1 de juliol de 1817, els bandits en cerca i captura eren Pablo Aroca, José Martínez (El Portuguès), Francisco Narejo (Becerra), José Antonio Gutiérrez (El Cojo), Fra Antonio de la Gama (El Fraile), i Diego Meléndez. A ells cal afegir els que no hi apareixen i sí que formaven part de la quadrilla en aquesta última època: José Alonso Rojo (El Rojo), Sebastián Martín (El Hornerillo), Manuel Reblo (El Granadino), Antonio de la Fuente (Minos), Antonio Crespo (Pancilla), Pedro Villalba (El Manco) Fernando Bermudo (Candil) i l'incorporat per força Juan Montes.
A més, també hi hauria els predecessors en la partida, com foren Antonio Padilla, Rafael Malhecho, Diego García (El Panadero), Alonso de Osuna, José Escala, José de Mesa, Juan de Alaya, Carmona, Calzado, El Pintado, Antonio Muñoz, Antonio Carillena i Juan Gómez Solden. Queden com a noms dubtosos el Cencerro, Luis de Vargas, Malafacha, Cándido, i el famós Tragabuches, perquè no n'està provada la pertinença a la banda, i per descomptat cal rebutjar-ne Flores Arrocha per ser aquest gairebé 150 anys posterior a l'època. Igualment caldria descartar-ne Juan Palomo, Francisco Huertas, Satanàs i Juan Repiso, per ser aquests personatges literaris junt alguns dels anteriors, creats pel poeta Villalon en els seus Romances del 800, concretament en el poema que porta per títol Diligencia de Carmona.
Zamarrita, encara que contemporani, tampoc va ser membre d'aquesta partida de malfactors.

## En la cultura popular
- Los siete niños de Écija o Los bandidos de Sierra Morena (1911) és un curtmetratge de cinema mut dirigit per José María Codina.[3]
- A Mèxic es va fer una pel·lícula, Los siete niños de Écija (1947), dirigida per Miguel Morayta Martínez i protagonitzada per Julián Soler, Rosario Granados i Rafael Banquells.[4]
- La cançó popularitzada per Encarnita Polo Paco, Paco, Paco (1969), la lletra de la qual es refereix als bandolers d'aquesta quadrilla, és una versió de Copla de los siete niños, escrita per Antonio Quintero, Rafael de León i Manuel López-Quiroga Miquel, que també va ser interpretada per Marifé de Triana (1962) i Concha Piquer (1943).